# بوينغ دبليو أكس بي-15
طائرة بوينغ XB-15 (بوينغ 294) كانت  طائرة دك القذائف صنع الولايات المتحدة صممت في عام 1934 للتجارب من قبل سلاح الجو الأميريكي لمعرفة ما إذا كان من الممكن بناء قاذفة قنابل ثقيلة تسير لمسافة مع 5,000 ميل (8,000 كـم). كانت تسمى أكسبيألأر-1 خلال فترة تطويرها. وكانت أثقل وأضخم طائرة أميريكية الصنع عندما حلقت لأول مرة في عام 1937. كما سجلت أعلى ارتفاع لطائرة ثقيلة إذ وصلت حمولتها لـ 31,205 رطل (14,154 كـغ) على ارتفاع 8,200 قدم (2,500 م) في 30 تموز / يوليه 1939.
سمح حجمها الهائل لمهندسي الطيران الدخول من نفق في جناحها لإجراء إصلاحات طفيفة خلال الطيران. أستغرقت رحلة الـ 5,000 ميل (8,000 كـم) إلى 33 ساعة بسرعة 152 ميل في الساعة (245 كم/س). كان يعمل طاقمها بالمناوبة ولذلك بنيت أرصفة تسمح لهم بالنوم خلال الطيران.

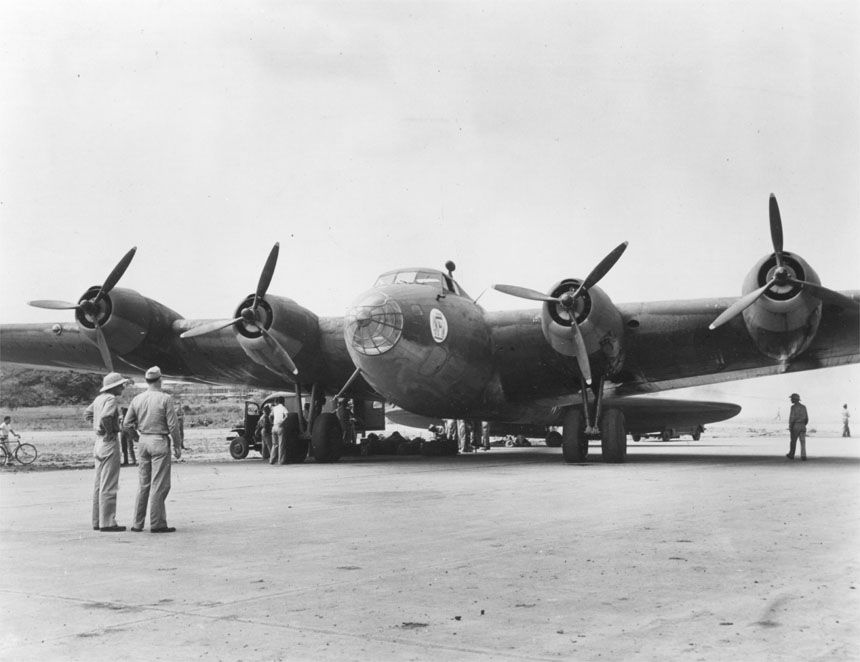
XC-105 "جدي" في بنما

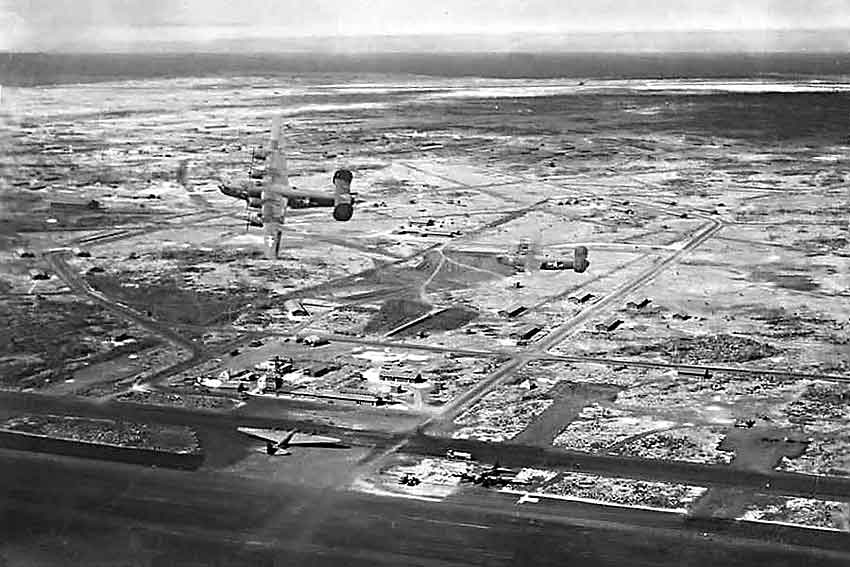
XC-105 متوقفة على Baltra الجزيرة في غالاباغوس. تحلق فوق نوعان الموحدة ب-24 محررين.

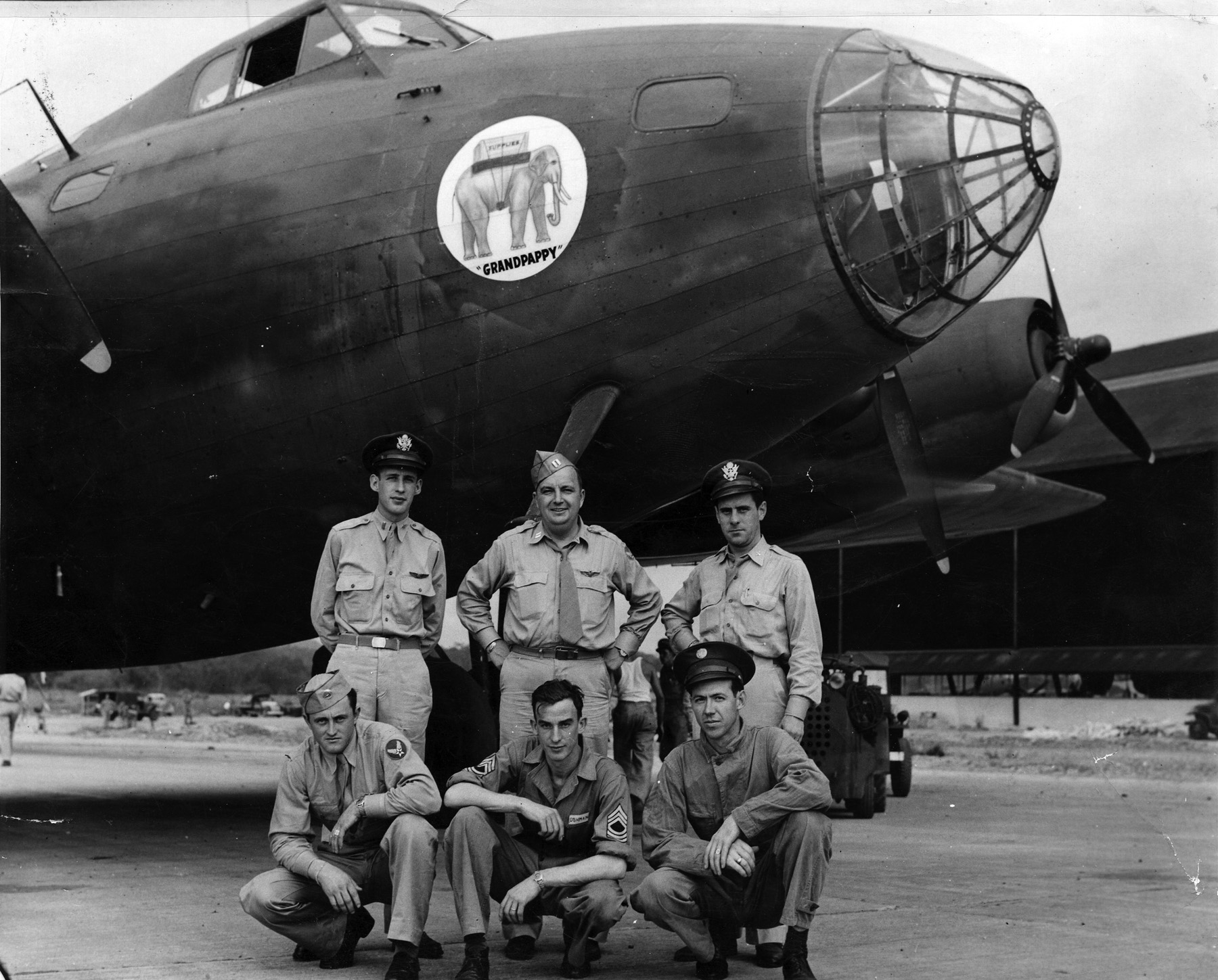
طاقم الطائرة أمام "جدي" في بنما في عام 1943. ملاحظة غياب الأنف بندقية.

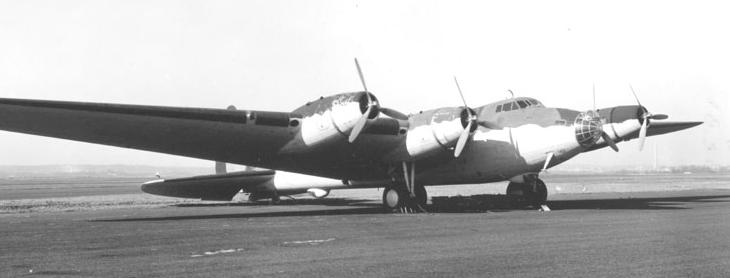
الموارد الخارجة عن الميزانية-15 متوقفة على المهبط.

## المواصفات (XB-15)
البيانات من Boeing Aircraft since 1916 
الخصائص العامة
- الطاقم: عشرة
- الطول: 87 قدم 7 بوصة (26.70 م)
- باع الجناح: 149 قدم (45.43 م)
- الارتفاع: 18 قدم 1 بوصة (5.51 م)
- مساحة الجناح : 2,780 قدم² (258.4 م²)
- الوزن فارغة: 37,709 رطل (17,141 كغ)
- وزن الإقلاع الأقصى: 70,706 رطل (32,139 كغ)

الأداء
- السرعة القصوى: 197 ميل/س[3] (170 kn, 317 كم/س) علو 5,000  قدم (1,500 م)
- سرعة العبور: 152 ميل/س (132 ميل بحري, 245 كم/س) علو 6,000 قدم (1,800 م)
- مدى (طائرة): 5,130 ميل (4,460 nmi, 8,259 كم)
- المدى القتالي: 3,400 mi[4] (2,957 ميل بحري, 5,474 كم)
- سقف الخدمة: 18,900 قدم (5,760 م)

## وصلات خارجية
- بوينغ وصف XB-15
- موسوعة الطائرات الأمريكية
- القوات الجوية الأمريكية متحف وصف XB-15